# Scherzo à la russe
Le Scherzo à la russe  est une brève pièce pour orchestre d'Igor Stravinsky. Composé à l'origine pour un orchestre de jazz, celui de Paul Whiteman en 1944 et, réécrit en 1945 pour orchestre symphonique, il est créé le 22 mars 1946 à San Francisco sous la direction du compositeur. Le titre est celui d'une œuvre pour piano de Tchaïkovski.

## Analyse de l'œuvre
La musique reprend des thèmes à l'origine écrits pour la musique du film l'Étoile du Nord réalisé par Lewis Milestone, projet inabouti. L'ambiance générale rappelle l'épisode de la semaine grasse du ballet Petrouchka.
L'écriture verticale et compacte de la partie principale contraste avec celle du trio où se dégagent 3 violons solos, le piano, la harpe et la trompette. Les références russes semblent assez lointaine. 
L'orchestre symphonique proposé par Paul Whitheman était très atypique pour la musique jazz : 6 saxophones , cordes, bois, cuivres et percussion.